# Ty Mueller
Tyler "Ty" Mueller, född 26 februari 2003, är en kanadensisk professionell ishockeyforward som är kontrakterad till Vancouver Canucks i National Hockey League (NHL) och spelar för Abbotsford Canucks i American Hockey League (AHL).
Han har tidigare spelat för Omaha Mavericks i National Collegiate Athletic Association (NCAA).
Mueller draftades av Vancouver Canucks i fjärde rundan i 2023 års draft som 105:e spelare totalt.

## Statistik
| 2016–2017   | Airdrie Xtreme          | AMBHL       | 34 | 18 | 18 | 36 | 10 | 2  | 1  | 1  | 2  | 0  |
| 2017–2018   | Airdrie Xtreme          | AMBHL       | 31 | 20 | 17 | 37 | 31 | 13 | 10 | 13 | 23 | 14 |
| 2018–2019   | Airdrie CFR Bisons      | AMHL        | 68 | 27 | 15 | 42 | 18 | 24 | 4  | 7  | 11 | 10 |
|             | Okotoks Oilers          | AJHL        | 2  | 1  | 0  | 1  | 0  | —  | —  | —  | —  | —  |
| 2019–2020   | Sherwood Park Crusaders | AJHL        | 50 | 6  | 24 | 30 | 24 | —  | —  | —  | —  | —  |
| 2020–2021   | Sherwood Park Crusaders | AJHL        | 15 | 8  | 3  | 11 | 10 | —  | —  | —  | —  | —  |
| 2021–2022   | Omaha Mavericks         | NCAA        | 24 | 8  | 5  | 13 | 2  | —  | —  | —  | —  | —  |
| 2022–2023   | Omaha Mavericks         | NCAA        | 34 | 12 | 13 | 25 | 4  | —  | —  | —  | —  | —  |
| 2023–2024   | Omaha Mavericks         | NCAA        | 40 | 11 | 15 | 26 | 33 | —  | —  | —  | —  | —  |
| 2024–2025   | Vancouver Canucks       | NHL         | 1  | 0  | 0  | 0  | 2  | —  | —  | —  | —  | —  |
|             | Abbotsford Canucks      | AHL         | 62 | 12 | 26 | 38 | 24 | —  | —  | —  | —  | —  |
| NHL totalt  | NHL totalt              | NHL totalt  | 1  | 0  | 0  | 0  | 2  | —  | —  | —  | —  | —  |
| NCAA totalt | NCAA totalt             | NCAA totalt | 98 | 31 | 33 | 64 | 39 | —  | —  | —  | —  | —  |